# São Pedro das Missões
São Pedro das Missões este un oraș în Rio Grande do Sul (RS), Brazilia.